# Subwoofer

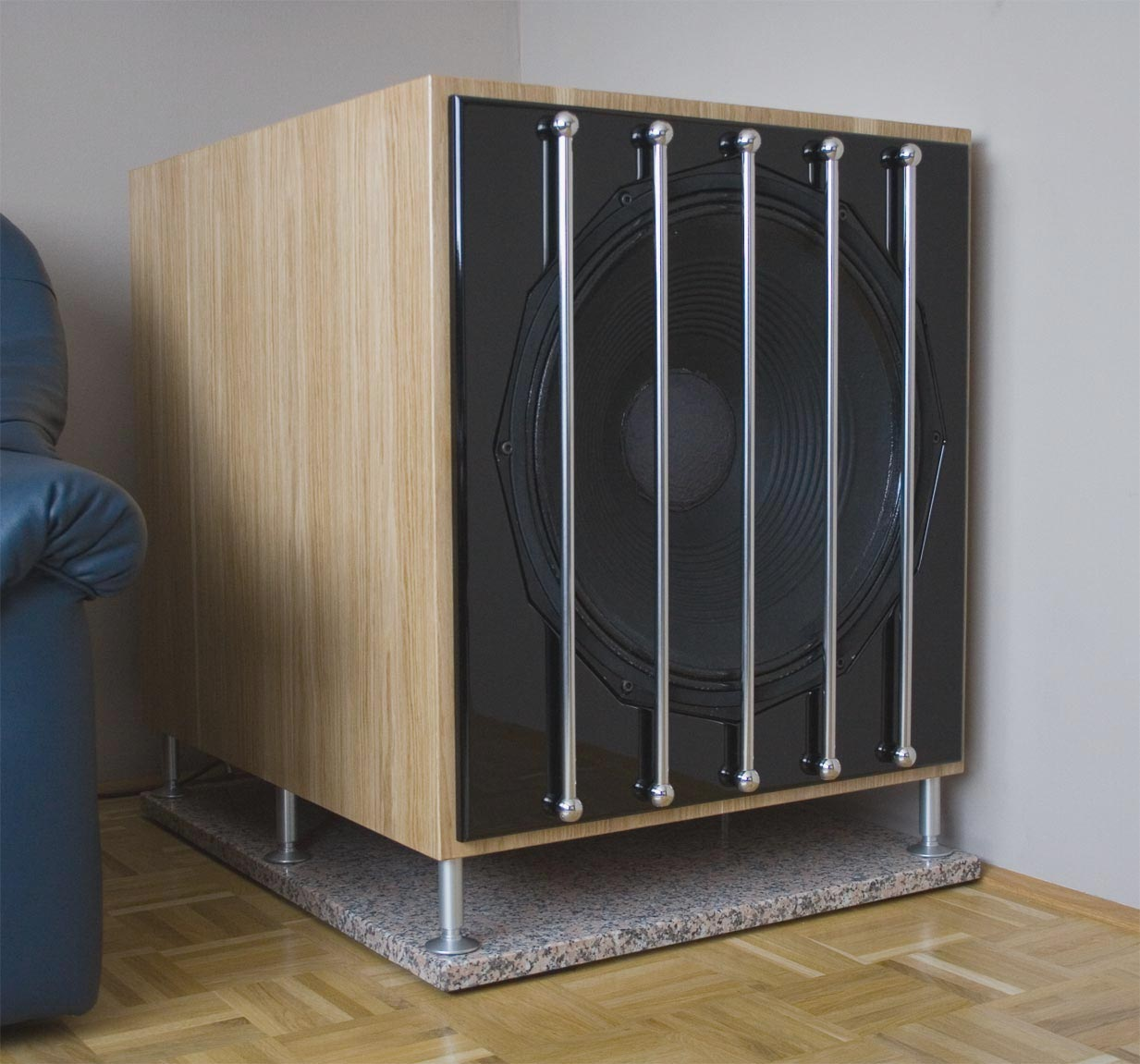
Subwoofer mit 24-Zoll-Lautsprecher (ca. 61 cm). Dies ist weit überdurchschnittlich groß, im Bereich des Heim-Audio liegt die Obergrenze heute üblicherweise bei etwa 30 cm Durchmesser, eher selten sind Lautsprecher mit bis zu 38 cm (15 Zoll).

Ein Subwoofer (englische Aussprache [ˈsʌbˌwʊfə(ɹ)] für Bassbox, im Deutschen meist [ˈsʌbˌwuːfɐ]) ist eine monofone Lautsprecherbox, die von ihrem Konstruktionsprinzip her für die alleinige Wiedergabe tieffrequenter Schallwellen optimiert ist und in der Regel in Kombination mit spezifisch angepassten Lautsprechern – Satelliten –, welche Frequenzen im mittleren und höheren Frequenzbereich abstrahlen, zum Einsatz kommt.

## Funktionsweise
Die in Subwoofer-Satellitensystemen praktizierte Trennung von Tiefton und Hochton in jeweils getrennte Lautsprechersysteme, einhergehend mit der Möglichkeit der relativ unabhängigen Aufstellung des Tieftonsystems, basiert darauf, dass der Schallentstehungsort tiefer Frequenzen unterhalb von 100 Hz kaum mehr für das menschliche Gehör zu lokalisieren ist. Hinsichtlich der technischen Umsetzung bedeutet dies, dass mittels aktiver oder passiver Frequenzweichen das Monosignal des Subwoofers zu den höheren Frequenzen hin begrenzt wird – obere Grenzfrequenz des Subwoofers – und infolgedessen in zunehmendem Maße von den dominanteren stereofonen Signalen der Satellitenboxen überdeckt wird. Des Weiteren existieren auch diverse konstruktive Möglichkeiten, bezüglich der Gehäuseform, eine obere Grenzfrequenz zu den Satelliten hin zu erzeugen.

## Betriebsmodi

### Aktive und passive Schaltung
Grundsätzlich lassen sich zwei Betriebsmodi für Lautsprecher im Allgemeinen und für Subwoofer im Speziellen unterscheiden. In einer passiven Schaltung erfolgt die Aufteilung des Frequenzbandes nach dem Leistungsverstärker, mittels einer Frequenzweiche, bestückt mit RC- und RL-Filtern, bestehend aus Spulen, Kondensatoren und Widerständen. Als problematisch an diesem Betriebsmodus anzusehen sind, bezogen auf die Anwendung im Bereich der Subwoofertechnik, die erhöhten Leistungsanforderungen, welche an die verwendeten Bauteile gestellt werden, einhergehend mit der daraus resultierenden größeren Dimensionierung derer. Für Stereo-Betrieb mit nur einem Subwoofer kann außerdem ein spezielles Chassis mit doppelter Schwingspule nötig sein.
Dementgegen lassen sich mittels aktiver Schaltungen, welche aus elektronischen Bauelementen bestehen und vor den Leistungsverstärker geschaltet werden, bessere Ergebnisse erzielen, da es nunmehr in einfacher Weise möglich ist die Aufteilung des Frequenzbandes vorzunehmen und dieses, insofern nötig, korrigierend zu beeinflussen.

### Obere und untere Grenzfrequenz
Einige aktive Subwoofer besitzen die Möglichkeit für die Einstellung der oberen Grenzfrequenz, ab der vom Subwoofer keine Frequenzen mehr wiedergegeben werden sollen. Auf die Praxis bezogen bedeutet dies, dass beispielsweise eine obere Grenzfrequenz, welche in drei Stufen schaltbar sein kann – 60 Hz, 120 Hz sowie 180 Hz – dazu führt, dass die Tonsignale oberhalb dieser eingestellten Frequenzen in zunehmendem Maße, je nach Flankensteilheit des verwendeten Filters, gedämpft werden, also immer weniger hörbar sind.
Eine solche Einstellungsmöglichkeit der oberen Grenzfrequenz des Subwoofers beeinflusst die Frequenzwiedergabe, der beispielsweise an den Subwoofer angeschlossenen Satellitensystemen mit ihren Mittel- und Hochtonlautsprechern in der Regel nicht, was letztlich zur Folge hat, dass die Satellitensysteme in den tieferen Frequenzbereich des Subwoofers hineinstrahlen.
Ist dementgegen jeweils ein aktiver Tiefpass- und Hochpassfilter für den Subwoofer und die Satelliten in den Lautsprecherboxen verbaut – bei PA-Systemen kann eine aktive externe Frequenzweiche Anwendung finden – können die Satellitenlautsprecher beispielsweise eine Grenzfrequenz von 80 Hz haben, wodurch diese keine Frequenzen mehr wiedergeben, die unterhalb von 80 Hz liegen, während der Subwoofer keine Frequenzen mehr oberhalb von 80 Hz wiedergibt. Beide Komponenten – Subwoofer und Satelliten – erfahren jeweils eine separate aktive Frequenztrennung mittels einer oberen und unteren Grenzfrequenz.
Dementgegen entfallen diese Einstellmöglichkeiten bei passiven Subwoofern aufgrund der feststehenden und unveränderlichen Dimensionierung der verwendeten Bauteile. Dies bedeutet, dass die obere Grenzfrequenz des Subwoofers, in der Regel abgestimmt auf den Frequenzgang der Satelliten nicht oder nur schwer an die örtlichen Gegebenheiten und die persönlichen Vorlieben der Zuhörerschaft anpasst werden kann. Gleiches gilt für Lautsprechersysteme die eine passive Frequenztrennung mittels oberer und unterer Grenzfrequenz – jeweils getrennt für Subwoofer und Satelliten – haben können.

### Aktives Subwoofer-Verstärkermodul
Eines der mittlerweile in den Bereichen Hi-Fi und Home Entertainment am weitesten verbreiteten Systeme zum Betrieb von Subwoofern ist das eines aktiven Verstärkermoduls für den direkten Gehäuseeinbau im Subwoofer selbst. Von der Funktionsweise her arbeitet ein solches Modul klassisch mit einer aktiven Komponente der Frequenzbeeinflussung, die dem Leistungsverstärker vorgeschaltet ist. Daraus ergeben sich, je nach Ausstattung des Moduls, eine Vielzahl an Möglichkeiten der individuellen klanglichen Steuerung des Subwoofers, von denen die Wichtigsten nachfolgend beschrieben werden sollen.
- Der Volumenregler übernimmt die Aufgabe, das Eingangssignal, bezüglich der Ausgangsleistung des Moduls und der sich daraus ergebenen Lautstärke, den individuellen Bedürfnissen der Zuhörerschaft anzupassen. Das von einem Vorverstärker kommende Signal kann zum einen asymmetrisch mittels Cinchverbindungen und zum anderen symmetrisch mittels XLR-Verbindungen übertragen werden. Des Weiteren besteht bei vielen Aktivmodulen die Option der Signalübertragung mittels den bereits verstärkten Ausgangssignalen eines Leistungsverstärkers, welche innerhalb des Moduls, entsprechend dessen elektronischen Vorgaben, konvertiert werden.
- Der Frequenzregler übernimmt die Aufgabe die obere Grenzfrequenz des Subwoofers festzulegen ab der das Verstärkermodul die Frequenz mit einer bestimmten Flankensteilheit absenkt. Diese kann je nach Bauart des Moduls feststehen oder frei in Stufen oder Stufenlos wählbar sein. Die meisten aktiven Verstärkermodule nennen eine Flankensteilheiten von 12 dB (Dezibel) und 18 dB, spezielle Module 24 dB pro Oktave ihr eigen.
- Der Phasenregler übernimmt die Aufgabe, Sorge dafür zu tragen, dass es hinsichtlich der abgestrahlten Schallwellen an der Hörposition – wenn sich Subwoofer und Satelliten in jeweils unterschiedlichen Abständen zu dieser befinden – zu keinen störenden Auslöschungen und Additionen der erzeugten Schallwellen kommt. Des Weiteren findet der Phasenregler auch dahin gehend Anwendung, wenn es gilt „Löcher und Buckel“ im Frequenzgang auszugleichen, die dadurch entstehen, wenn Subwoofer und Satelliten in den gleichen sich überlappenden Frequenzbereich Schall abstrahlen.

Aktive Subwoofer Module
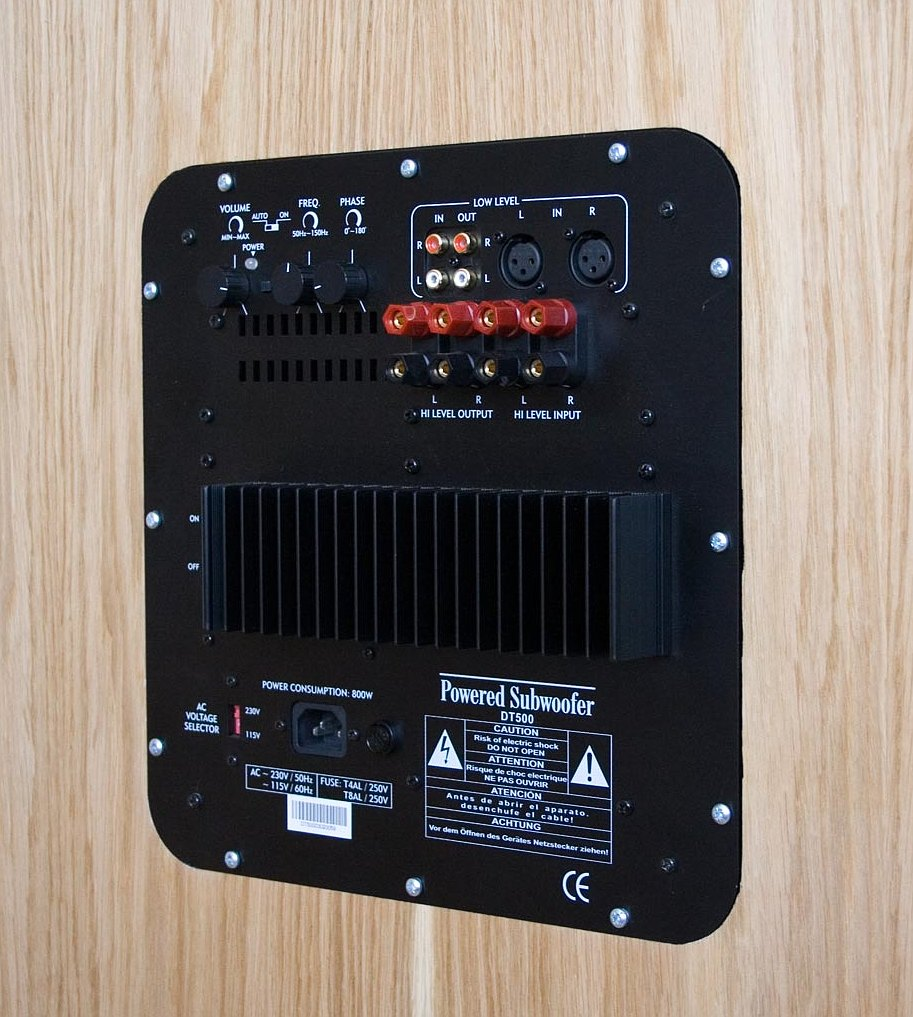
Subwoofer Modul mit diversen Eingängen
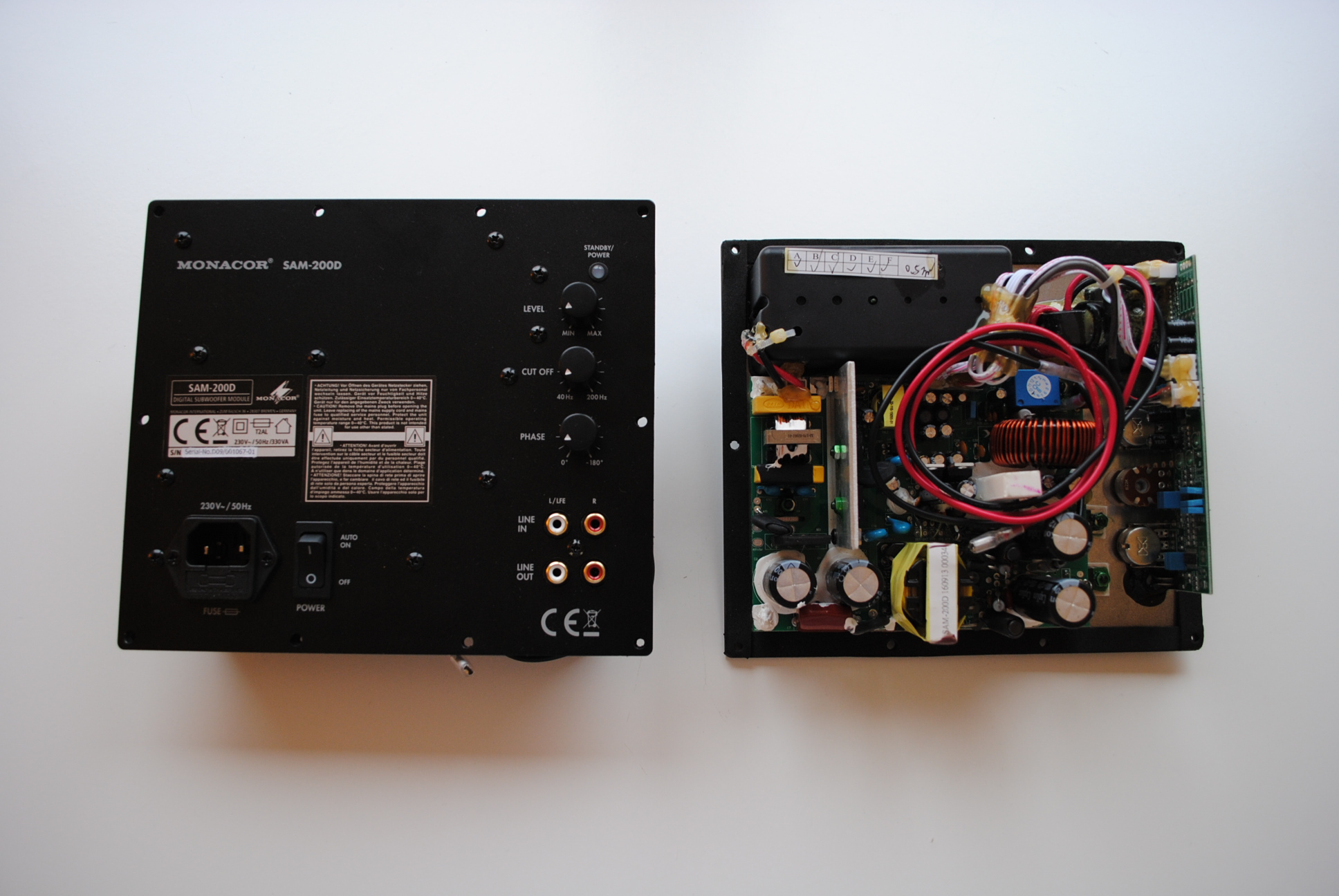
Front- und Rückansicht eines Subwoofer Moduls
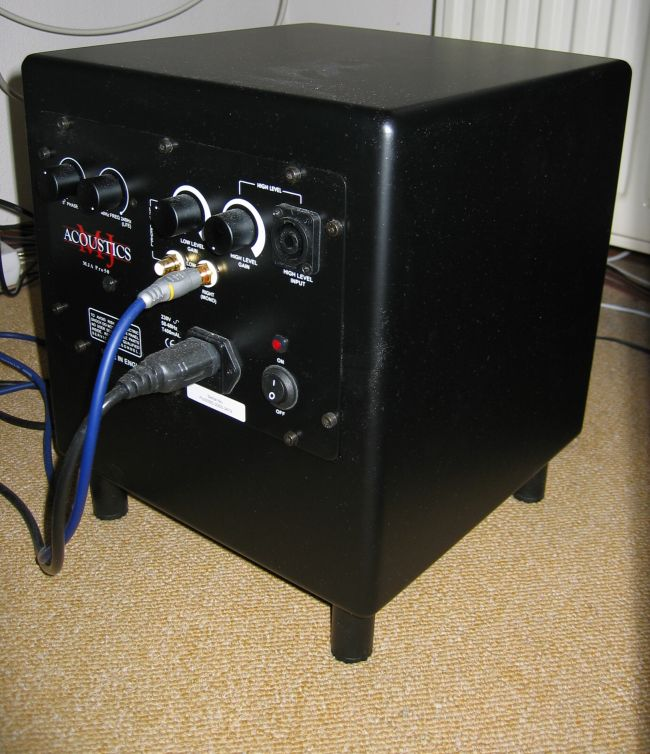
Subwoofer Modul mit diversen Eingängen

## Prinzipien und Variationen
Je nach Einsatzszenario kommen die unterschiedlichsten Bauformen von Subwoofern zur Anwendung, die in ihren physikalischen Gesetzmäßigkeiten und daraus folgenden akustischen Eigenschaften auf elementare Konstruktionsprinzipien der Lautsprechertechnik fußen. Nachfolgend sind die wichtigsten Konstruktionsklassen und ihre Funktionsweisen, wie beispielsweise die von geschlossenen-, Bassreflex- und Bandpasssystemen näher beschrieben. Hinzu kommen Hornsysteme, welche in der PA-Technik Einsatz finden.

### Konstruktionsprinzipien
| Prinzip               | geschlossenes System | Bassreflexsystem | (einfach) ventiliertes Bandpasssystem | doppelt ventiliertes Bandpasssystem |
| Grafische Darstellung |                      |                  |                                       |                                     |

weitere Informationen, siehe Lautsprechergehäuse

### Bauformvariationen

Frontfire- und Downfire Subwoofer
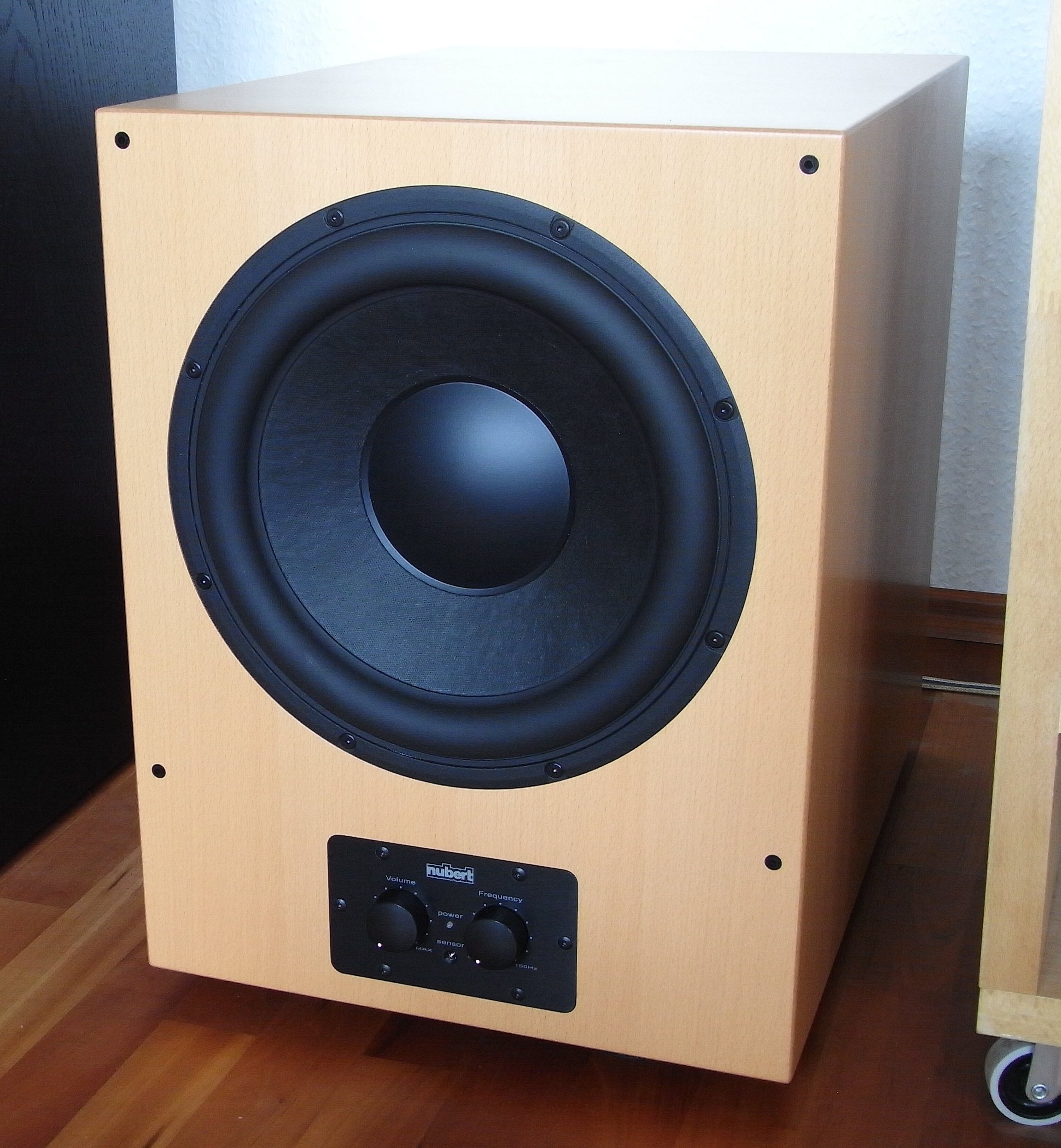
Frontfire Subwoofer
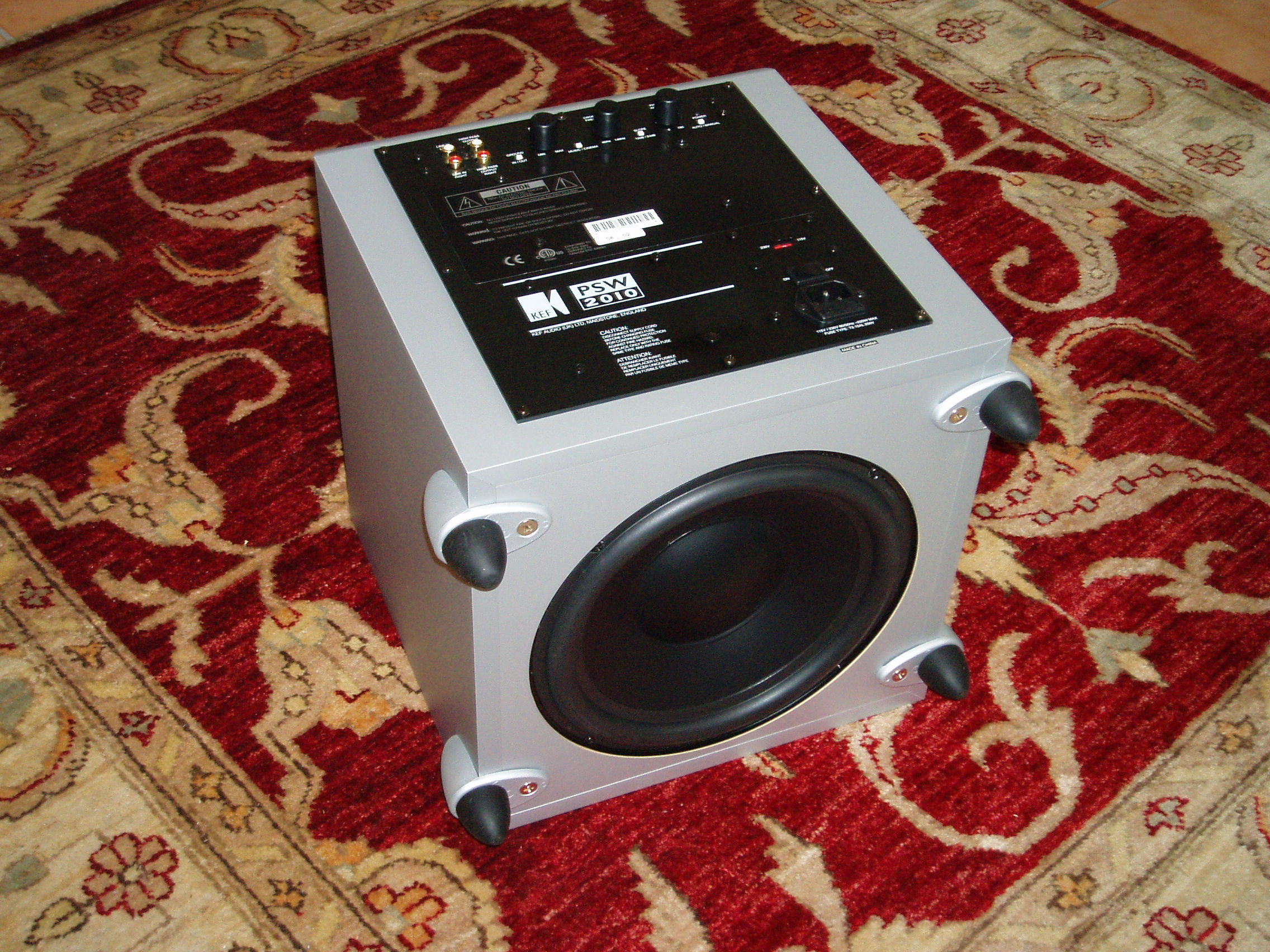
Downfire Subwoofer, zur Darstellung des Lautsprechers auf der Unterseite gedreht
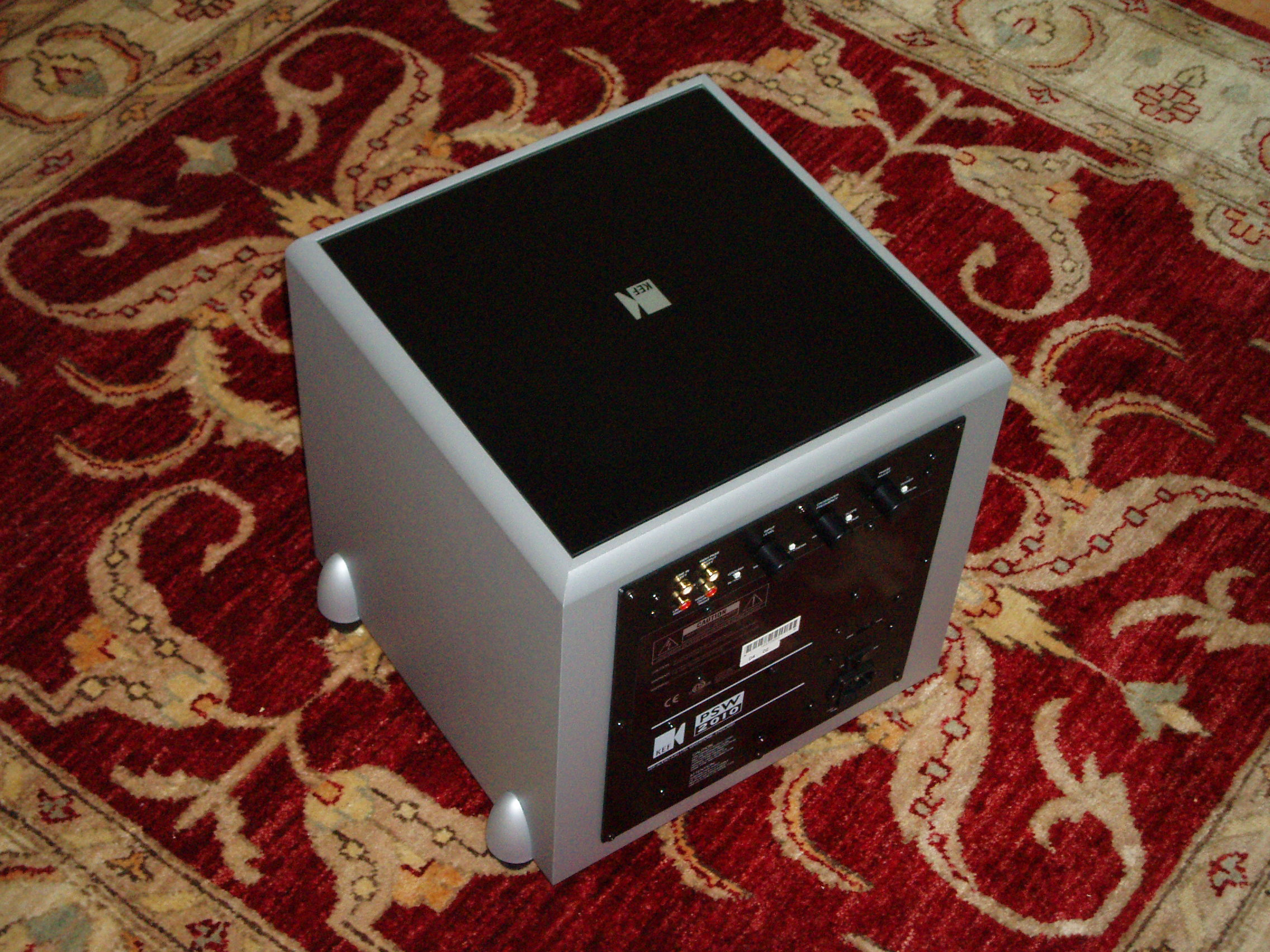
Downfire Subwoofer, in Normalposition

Eine Variation hinsichtlich der Bauform des Konstruktionsprinzips geschlossenes System stellen Frontfire- und Downfire Subwoofer dar, wobei als ergänzendes Element zur Erweiterung des Tiefbasses auch auf das Prinzip des Bassreflexsystems zurückgegriffen wird. Dem Grunde nach ändert sich bei den einzelnen Systemen nur die Hauptrichtung der Schallabstrahlung. Im ersten Fall wird der Schall klassisch nach vorne in Hörrichtung angestrahlt, im zweiten Fall erfolgt die Abstrahlung des Schalls in Richtung Boden, einhergehend mit einer Phasenverschiebung zum Hauptsignal der in Hörrichtung ausgerichteten Satelliten.
- Frontfire- und Downfire Subwoofer
- Frontfire Subwoofer
- Downfire Subwoofer, zur Darstellung des Lautsprechers auf der Unterseite gedreht
- Downfire Subwoofer, in Normalposition

## Aufstellort / Standort
Da die Positionierung von Subwoofern bei PA-Anlage komplex ist, gibt es im Allgemeinen keine optimale Aufstellung. Die Aufstellung von Subwoofern unterscheidet sich hierbei unter anderem deshalb von denen anderer Lautsprecherarten, da diese eine omnidirektionale Richtcharakteristik besitzen.
Beschreibung von möglichen Aufstell- oder Standorte können nur als grobe Richtschnur zur Positionierung von Subwoofern angesehen werden. In der Praxis ist eine experimentelle Vorgehensweise zur Ermittlung des optimalen Standortes oder das (gegebenenfalls mehrfache) Einmessen mittels dafür vorgesehenen Messeinrichtungen am praktikabelsten und zu bevorzugen.
- Aufstellung mit einem Subwoofer
- Aufstellung mit zwei Subwoofern
- Aufstellung mit vier Subwoofern